# 寬大眼長蝽
寬大眼長蝽（学名：Geocoris varius）为長蝽科大眼長蝽屬下的一个种。